# The Invisible Divorce
The Invisible Divorce er en amerikansk stumfilm fra 1920 af Thomas R. Mills og Nat C. Deverich.

## Medvirkende
- Leatrice Joy som Pidgie Ryder
- Walter McGrail som Jimmy Ryder
- Walter Miller som John Barry
- Grace Darmond som Claire Kane Barry
- Tom Bates som Pete Carr